# Pete Best
 Der er for få eller ingen kildehenvisninger i denne artikel, hvilket er et problem. Du kan hjælpe ved at angive troværdige kilder til de påstande, som fremføres i artiklen.

Pete Best (Randolph Peter Best) (født 24. november 1941 i Madras, Indien) er en britisk musiker. Han var en ven af George Harrison som overtalte ham til at slutte i skolen og komme med, da Beatles skulle spille i Hamborg. Honoraret på GBP 15 pr. uge blev for fristende. Han spillede trommer i The Beatles fra 16. august 1960 til 16. august 1962.
Brian Epstein blev manager i november 1961 og efter en audition med George Martin i Parlophone 6. juni 1962 var de enige om at "Best ikke var bedst". Dermed var vejen banet for en ny trommeslager, og Ringo Starr var den, som blev valgt. 
Før dette var Pete imidlertid med da Beatles akkompagnerede Tony Sheridan, bl.a. på indspilningerne af My Bonnie og When the Saints Go Marching In i Hamburg.